# بولامون خلاب
بولامون خلاب (الاسم العلمي:Polemonium pulchellum) هو نوع من النباتات يتبع جنس البولامون من الفصيلة البولامونية.